# Satrapa (Persja)
Satrapa (stgr. σατράπης satrápēs od staroperskiego kshathrapavan 'obrońca prowincji, kshathra ‘królestwo, prowincja’ i pavan ‘obrońca’) – nazwa wielkorządcy prowincji w dawnej Persji, który posiadał bardzo szerokie uprawnienia.
Początkowo posiadał uprawnienia administracyjne i sądowe, później wojskowe. Sprawował w imieniu Króla Królów całokształt władzy.
Urząd wprowadzony przez Cyrusa II. Dariusz I zmodyfikował zakres uprawnień satrapy. W owym czasie liczba satrapów wahała się od 20 do 28.
Król ustalał podatki i wymagał płacenia ustalonej sumy od każdego satrapy. Szeroka władza satrapów i fakt, że większość Achemenidów (podobnie jak potem Seleukidów) nie interesowała się sprawami wewnętrznymi swojego imperium, dbając jedynie o jego rozbudowę, nie rządząc nim w praktyce, sprawiał, że satrapowie często przejawiali tendencje odśrodkowe i prowadzili własną politykę. Dlatego królowie często wysyłali specjalnych, zaufanych „inspektorów” – zwanych „oczami i uszami króla”, którzy mieli informować o poczynaniach konkretnego satrapy.
Aleksander Wielki zmodyfikował system. Satrapa stracił zwierzchność nad wojskiem, możliwość zatrudniania najemników, kierownictwo administracji finansowej oraz prawo bicia monet. Aleksander powoływał na stanowiska satrapów zarówno Macedończyków (np. Antygon Jednooki, Peukestas), jak i Irańczyków (np. Mitrenes, Atropates). Diadochowie przywrócili satrapom uprawnienia wojskowe. Instytucję tę zachowali Seleukidzi, Partowie i Sasanidzi (ci ostatni wprowadzili jednak ostatecznie nowe instytucje).
Obecnie słowo satrapa używane jest również w znaczeniu tyran, monarcha despotyczny.